# Тазетдинов, Ринат Арифзянович
Тазетдинов Ринат Арифзянович (тат. Rinat Tacetdinov, Ринат Таҗетдинов; 1 января 1938, Малая Цильна, Татарская АССР — 16 октября 2024, Казань) — советский татарский и российский театральный актёр. Народный артист РСФСР (1982). Лауреат Государственной премии СССР (1985).

## Биография
Родился 1 января 1938 года в д. Малая Цильна Дрожжановского района Татарской АССР.
В 1961 году окончил Московское театральное училище им. Щепкина. В том же году принят в труппу Татарского академического театра им. Г. Камала, в котором служил до последних дней жизни.
С 1988 по 2011 год — председатель правления Союза театральных деятелей Республики Татарстан.
Был женат, имел двух дочерей; заядлый рыбак, любил слушать татарские народные песни.
Скончался 16 октября 2024 года в Казани после тяжёлой болезни на 87-м году жизни. Будет похоронен 18 октября на Ново-Татарском кладбище Казани.

## Награды и премии
- Орден Дружбы (20 июля 2020 года) — за большой вклад в развитие отечественной культуры и искусства, многолетнюю плодотворную деятельность[4].
- Орден «Дуслык» (19 февраля 2018 года, Татарстан) — за высокое сценическое мастерство и значительный вклад в развитие национального театрального искусства[5].
- Народный артист РСФСР (3 июня 1982 года).
- Заслуженный артист РСФСР (27 июля 1976 года).
- Народный артист ТАССР.
- Республиканская премия имени Габдуллы Тукая (1967).
- Премия «Золотая маска» (16 апреля 2016 года) — «За выдающийся вклад в развитие театрального искусства»[6].
- Занесение в Книгу почёта Казани (10 мая 2007 года)[7].
- Премия «Тантана[тат.]» в номинации «Честь и достоинство» (2024)[8].